# Toda (Dankopfermahl)
Toda (hebr. תֹּודָה) ist das alttestamentliche Dankopfer innerhalb eines Gottesdienstes, das als Dank für die Rettung aus Todesnot gefeiert wird. Neben dem heiligen Mahl (Mahlopfer) gilt als zentrales Element der „Becher der Heilstaten“. Elemente der Liturgie finden sich in einigen Psalmen wieder, besonders in Psalm 116:
| Vers | Ein Lied zum Dankopfer nach der Einheitsübersetzung                                                              |
| ---- | --- |
| 10   | Voll Vertrauen war ich, auch wenn ich sagte: / Ich bin so tief gebeugt.                                          |
| 11   | In meiner Bestürzung sagte ich: / Die Menschen lügen alle.                                                       |
| 12   | Wie kann ich dem Herrn all das vergelten, / was er mir Gutes getan hat?                                          |
| 13   | Ich will den Kelch des Heils erheben / und anrufen den Namen des Herrn.                                          |
| 14   | Ich will dem Herrn meine Gelübde erfüllen / offen vor seinem ganzen Volk.                                        |
| 15   | Kostbar ist in den Augen des Herrn / das Sterben seiner Frommen.                                                 |
| 16   | Ach Herr, ich bin doch dein Knecht, / dein Knecht bin ich, der Sohn deiner Magd. / Du hast meine Fesseln gelöst. |
| 17   | Ich will dir ein Opfer des Dankes bringen / und anrufen den Namen des Herrn.                                     |
| 18   | Ich will dem Herrn meine Gelübde erfüllen / offen vor seinem ganzen Volk,                                        |
| 19   | in den Vorhöfen am Haus des Herrn, / in deiner Mitte, Jerusalem. / Halleluja!                                    |